# Taj Gray
Taj Allen Gray (Wichita, Kansas; 14 de marzo de 1984) es un exjugador de baloncesto estadounidense, que jugaba en la posición de pívot.

## Características
Era un jugador polivalente, con un físico ágil, explosivo y con un buen ‘timing’ de salto. Su amplía envergadura le permitía pelear debajo del aro con hombres de mayor altura. Buen reboteador y taponador, además de botar bien el balón para su estatura y era buen tirardor de media y larga distancia.

## Carrera deportiva
Natural del estado de Kansas, destacó en las ligas colegiales y más adelante dio el salto profesional con la Universidad de Oklahoma, donde en su primer año anotó una media de 15 puntos y capturó ocho rebotes por encuentro. Al no ser drafteado, en la temporada 2006-07, pasó directamente a la liga francesa en las filas de Cholet. Consiguió, en la primera temporada, una media de 16 puntos y 6 rebotes en 33 partidos jugados. También vistió la camiseta del Paris-Levallois Basket, del Chorale Roanne Basket y del Élan Sportif Chalonnais, equipo este último en el que en 18 partidos anotó 16 puntos de media, más de 7 rebotes y 1,4 tapones, además de un porcentaje de 57% en tiros de dos.